# Список переименованных населённых пунктов Тульской области
В данном списке приведены населённые пункты, расположенные согласно современному административно-территориальному делению в Тульской области России, название которых изменялось.

## А
- Погибелка → Авангард (сельский населённый пункт)[1]
- Дуровка → Анохино (сельский населённый пункт)[2]

## Б
- Раздоры → Белополье (сельский населённый пункт)[1]
- Таракановка → Березовка (сельский населённый пункт)[1]
- Дряплово → Березово (сельский населённый пункт)[1]
- Плутнево → Большие Пруды (сельский населённый пункт)[1]

## В
- Катешово → Верховье (сельский населённый пункт)[2]
- Брюхово → Вишневая (сельский населённый пункт)[1]
- Грязновка → Вишневая (сельский населённый пункт)[1]
- Плешивка → Вишневая (сельский населённый пункт)[1]
- Хамкино → Вишневая (сельский населённый пункт)[1]
- Тужиловка → Восход (сельский населённый пункт)[1]
- Голышовка → Высокое (сельский населённый пункт)[1]

## Д
- Коровьи Хвосты → Дружба (сельский населённый пункт)[1]
- Могилки → Дружба (сельский населённый пункт)[1]
- Погибеловка → Дружное (сельский населённый пункт)[1]

## Г
- Глебово-Дурново → Глебово (сельский населённый пункт)[1]
- Заразы → Горки (сельский населённый пункт)[1]

## Ж
- Дураково → Жуково (сельский населённый пункт)
- Угодский Завод → Жуково → Жуков (1996, город)

## З
- Гнилуши → Залесово (сельский населённый пункт)[1]
- Грязная Картавцево → Заречье (сельский населённый пункт)[1]
- Уродовка → Заречье (сельский населённый пункт)[3]
- Бельмово → Зеленая (сельский населённый пункт)[2]
- Гнилуши → Зеленая (сельский населённый пункт)[1]
- Дракино → 'Зеленая Горка' (сельский населённый пункт)[1]
- Безобразово → Зелёная Роща (сельский населённый пункт)[4]
- Собаченка → Зеленая Роща (сельский населённый пункт)[1]

## К
- Михайловка → Кимовск (1952, город)[5]
- Замарайка → Ключевое (сельский населённый пункт)[1]
- Грязная Сухотинка → Красная Заря (сельский населённый пункт)[1]
- Ведьмино → Красногорское' (сельский населённый пункт)[1]
- Гниловка → Красногорское (сельский населённый пункт)[1]
- Пьяньково → Красногорское (сельский населённый пункт)[1]
- Глебово-Говштетер → Красное (сельский населённый пункт)[1]
- Кобылинка → Кытино (сельский населённый пункт)[6]

## Л
- Грязная Ладыжино → Ладыжино (сельский населённый пункт)[1]
- Милюки-Уродовка → Лесная (сельский населённый пункт)[1]
- Аболдуево → Липки (сельский населённый пункт)[1]
- Кобелево → Липки (сельский населённый пункт)[1]
- Заднево → Лозовая (сельский населённый пункт)[1]
- Свисталовка → Луговая (сельский населённый пункт)[1]
- Голево → Луговое (сельский населённый пункт)[1]
- Дурнево → Лужки (сельский населённый пункт)[1]

## М
- Грязновка → Майское (сельский населённый пункт)[1]
- Кобелево → Майское (сельский населённый пункт)[1]
- Лесная Уродовка → Малая Хмелевая (сельский населённый пункт)[1]
- Дурнево → Малиновка (сельский населённый пункт)[1]
- Плешково → Малиновка (сельский населённый пункт)[1]
- Погибеловка → Малиновка (сельский населённый пункт)[1]
- Грязновка-Молчаново → Молчаново (сельский населённый пункт)[1]

## Н
- Никольское-Буксгевдено → Никольское (сельский населённый пункт)[1]
- Бобрики → Сталиногорск (1934) → Новомосковск (1961, город)[7]
- Гнилуши → Новопетровский (сельский населённый пункт)[1]

## О
- Гнилые Озерки → Озерки (сельский населённый пункт)[1]
- Гнилой Ольховец → Ольховец (сельский населённый пункт)[1]
- Захлебовка → Осиновка (сельский населённый пункт)[1]

## П
- Озорновка → Первомайское (сельский населённый пункт)[1]
- Сергиевское → Плавск (1949, город)[8]
- Протопопово → Плеханово (1917, посёлок городского типа)[9]
- Рылово → Подгорная (сельский населённый пункт)[2]
- Свиная → Полевая (сельский населённый пункт)[2]
- Притоны → Прилесье (сельский населённый пункт)[2]
- Маленинский → Приупский (1954, посёлок городского типа)[10]

## Р
- Шаталово-Грабиловка → Розка (сельский населённый пункт)[1]

## С
- Собакино → Садовая (сельский населённый пункт)[1]
- Поганцево → Светловка (сельский населённый пункт)[2]
- Запхаевка → Свобода (сельский населённый пункт)[1]
- Никольское → Советский (1949, посёлок городского типа) → Советск (1954, город)
- Гниловоды → Сосновка (сельский населённый пункт)[1]
- Погибловка → Сосновка (сельский населённый пункт)[1]
- Спасское-Эйснера → Спасское (сельский населённый пункт)[1]

## Т
- Товарково → Каганович (1932, посёлок городского типа) → Товарковский (1957)[11]

## Ч
- Лихвин (1565) → Чекалин (1944)[12]
- Голоплеки → Черемушки (сельский населённый пункт)[2]

## Ш
- Грязная Шаталово → Шаталово (сельский населённый пункт)[1]
- Нюховка → Шатовка (сельский населённый пункт)[2]

## Я
- Лаптево → Ясногорск (1965, город)[13]

## Источник
- Г. П. Смолицкая. Топонимический словарь Центральной России. — Москва: Армада-пресс, 2002. — 416 с.
- Е. М. Поспелов. Имена городов: вчера и сегодня (1917—1992): Топонимический словарь. — Москва: Русские словари, 1993. — 249 с.